# Josep Llovet i Mont-ros
Josep Llovet i Mont-ros (1907-1996) fou un economista català.
Fill d'un masover de Castelló d'Empúries, va estudiar a l'Granja-Escola de Fortianell. Va exercir de professor d'economia agrícola de l'Escola d'Agricultura de Barcelona durant 45 anys, formant una colla de generacions de tècnics agraris catalans. Més tard, a petició del director de la Caixa de Pensions per a la Vellesa i d'Estalvis, va organitzar l'Obra Social Agrícola, que no només facilitava crèdit agrícola sinó que també formava agricultors en la gestió econòmica i comptable.
El 1983 va rebre la Creu de Sant Jordi de la Generalitat de Catalunya.